# Poliusstraße (Düren)
Die Poliusstraße in der Kreisstadt Düren (Nordrhein-Westfalen) ist eine alte historische Innerortsstraße.

## Lage
Die Straße führt von der Franziskanerstraße bis in die Wallstraße. An der nördlichen Straßenseite steht die Rückseite des denkmalgeschützten Leopold-Hoesch-Museums mit dem neuen Anbau.
Die Straße lag früher innerhalb der Dürener Stadtbefestigung.

## Geschichte
Die Poliusstraße ist nach Jacobus Polius (1588/89–1656) benannt. Er war unter anderem der erste Geschichtsschreiber der Stadt Düren.
Am 1. Februar 1889 beschloss der Stadtrat, die Straße nach Jacobus Polius zu benennen.